# تشراغ تشين (جلغة)
تشراغ تشین (بالفارسية: چراغ‌چین) هي قرية تقع في إيران في قسم جلغة الريفي. يقدر عدد سكانها بـ 38 نسمة .